# Moribabougou
Moribabougou est une commune du Mali, dans le Cercle de Kati et la région de Koulikoro. Depuis la réforme administrative de 2023, les localités de la commune sont intégrées au disctrict de Bamako.

## Géographie
La commune de Moribabougou doit faire face à une pénurie d’eau qui s’explique par un déficit pluviométrique ainsi que la formation géologique constituée de latérites et de grès.

## Villages
La commune s'étend sur 4 localités relevées lors du recensement général de 2009 :
- Moribabougou (15 625 habitants)
- Solomanibougou (5 622 abitants)
- Fombabougou (5 394 abitants)
- Dogobala (418 abitants)

## Politique et administration
Le conseil communal de la commune rurale de Moribabougou est dissout en août 2024.
| Période | Maire élu           | Parti politique |
| ------- | ------------------- | --------------- |
| 2004    | Diarha Diarra       | US-RDA          |
| 2009    | Diarha Diarra       | US-RDA          |
| 2016    | Diarha Diarra       | US-RDA          |
| 2024    | Délégation spéciale |                 |

## Éducation
Les enfants de Moribabougou bénéficient d'une école fondamentale publique et des écoles privées de premier et de second cycle. Dans les écoles publiques, les effectifs dépassent souvent la centaine d'élèves par classe[3]
et de plusieurs lycées privés et écoles professionnelles.

## Jumelage
Moribabougou est jumelée avec la ville des Ponts de Cé près d’Angers. Elle est aussi jumelée avec la commune de Saint-Martin-Le-Vinoux en Isère depuis 1986 bien que ce jumelage soit actuellement (2014) en sommeil.